# Troniny (województwo łódzkie)
Troniny – wieś w Polsce położona w województwie łódzkim, w powiecie wieluńskim, w gminie Pątnów. Miejscowość wchodzi w skład sołectwa Załęcze Małe.
W latach 1975–1998 miejscowość administracyjnie należała do województwa sieradzkiego. 